# Paul Lainé
Paul Lainé est un ingénieur du son français. 

## Biographie
Paul Lainé est un ancien élève de l'École nationale supérieure Louis-Lumière (promotion 1968).

## Filmographie partielle
- 1970 : Le Revolver et la Rose de Jean Desvilles
- 1972 : Galaxie de Maté Rabinovsky
- 1972 : Nathalie Granger de Marguerite Duras
- 1973 : Le monde était plein de couleurs d'Alain Périsson
- 1973 : Rude journée pour la reine de René Allio
- 1974 : Céline et Julie vont en bateau de Jacques Rivette
- 1974 : Le Hasard et la Violence de Philippe Labro
- 1976 : Barocco d'André Téchiné
- 1976 : La Meilleure Façon de marcher de Claude Miller
- 1977 : Dites-lui que je l'aime de Claude Miller
- 1977 : Le mille-pattes fait des claquettes de Jean Girault
- 1978 : La Tortue sur le dos de Luc Béraud
- 1978 : Les Bronzés de Patrice Leconte
- 1979 : Félicité de Christine Pascal
- 1980 : L'Avare de Jean Girault et Louis de Funès
- 1980 : Anthracite d'Édouard Niermans
- 1981 : Hôtel des Amériques de André Téchiné
- 1981 : Garde à vue de Claude Miller
- 1983 : Mortelle Randonnée de Claude Miller
- 1983 : Flics de choc de Jean-Pierre Desagnat
- 1985 : L'Effrontée, de Claude Miller
- 1988 : La Petite Voleuse de Claude Miller
- 1989 : Manika, une vie plus tard de François Villiers
- 1992 : L'Accompagnatrice de Claude Miller
- 1992 : Les Années campagne de Philippe Leriche
- 1992 : Le Batteur du Boléro de Patrice Leconte (court-métrage)
- 1996 : Ridicule de Patrice Leconte
- 1999 : La Fille sur le pont de Patrice Leconte
- 1999 : Romance de Catherine Breillat
- 2002 : L'Homme du train de Patrice Leconte
- 2002 : Chouchou de Merzak Allouache
- 2002 : Rue des plaisirs de Patrice Leconte
- 2002 : Papillons de nuit de John Pepper
- 2003 : La Petite Prairie aux bouleaux de Marceline Loridan-Ivens
- 2004 : L'Incruste, fallait pas le laisser entrer ! d'Alexandre Castagnetti et Corentin Julius
- 2004 : Confidences trop intimes de Patrice Leconte
- 2005 : Iznogoud de Patrick Braoudé
- 2005 : Je préfère qu'on reste amis... d'Éric Toledano et Olivier Nakache
- 2006 : Mon meilleur ami de Patrice Leconte
- 2006 : Le Passager de l'été de Florence Moncorgé-Gabin
- 2006 : Camping, de Fabien Onteniente
- 2009 : La Guerre des miss de Patrice Leconte
- 2010 : Camping 2 de Fabien Onteniente
- 2011 : Voir la mer de Patrice Leconte
- 2014 : Une heure de tranquillité de Patrice Leconte
- 2016 : Camping 3 de Fabien Onteniente
- 2019 : Salauds de pauvres (film à sketches de Christophe Alévêque, Rémi Cotta, Jean-Claude Deret, Charles Dubois, Sophie Forte, GiedRé et Nadia Kozlowski-Bourgade)

- 2022 : Maigret de Patrice Leconte

## Distinctions
- 1977 : 
  - nomination au César du meilleur son pour Barocco
  - nomination au César du meilleur son pour La Meilleure Façon de marcher
- 1978 : nomination au César du meilleur son pour Dites-lui que je l'aime
- 1982 : nomination au César du meilleur son pour Garde à vue
- 1984 : nomination au César du meilleur son pour Mortelle Randonnée
- 1986 : nomination au César du meilleur son (avec Gérard Lamps) pour L'Effrontée
- 1993 : nomination au César du meilleur son (avec Gérard Lamps) pour L'Accompagnatrice
- 1997 : nomination au César du meilleur son (avec Jean Goudier et Dominique Hennequin) pour Ridicule
- 2000 : nomination au César du meilleur son (avec Dominique Hennequin) pour La Fille sur le pont